# Erinacea anthyllis
Erinacea anthyllis är en ärtväxtart som beskrevs av Heinrich Friedrich Link. Erinacea anthyllis ingår i släktet Erinacea och familjen ärtväxter. Inga underarter finns listade i Catalogue of Life.
Blomman är blålila.

## Bildgalleri

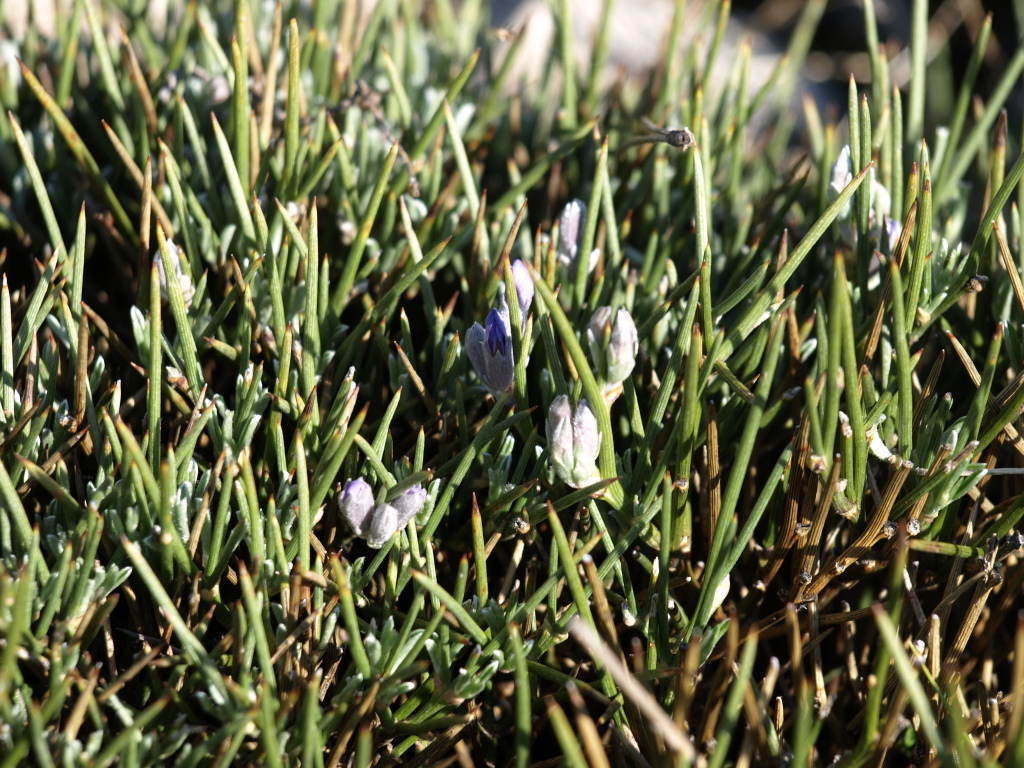
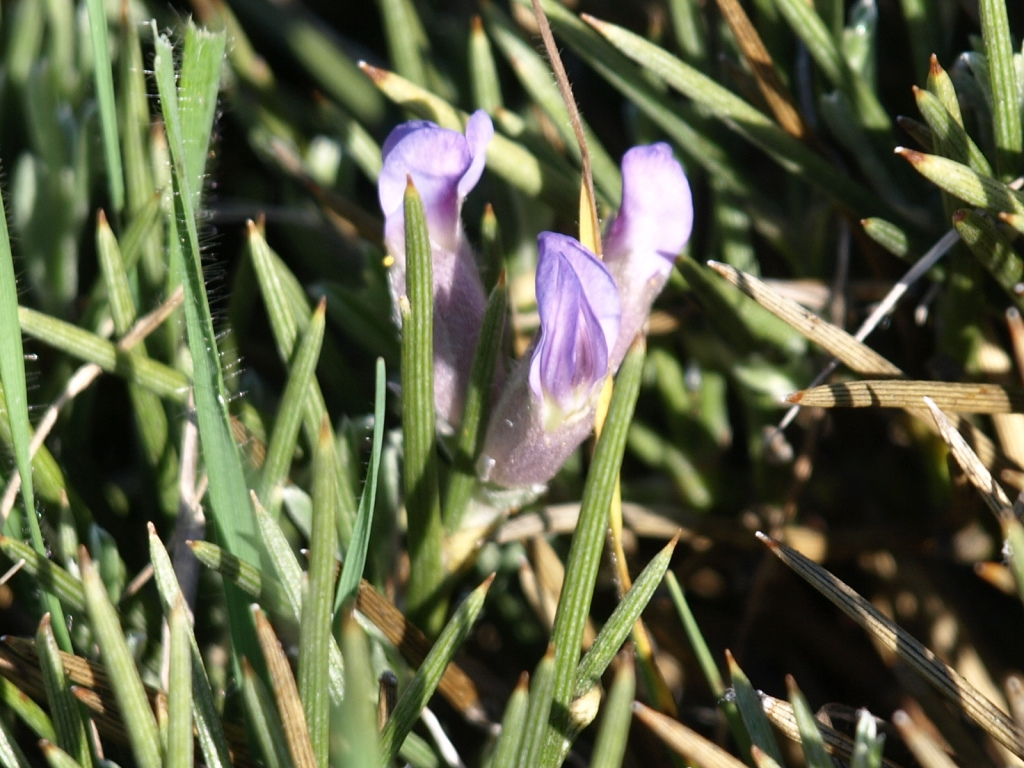
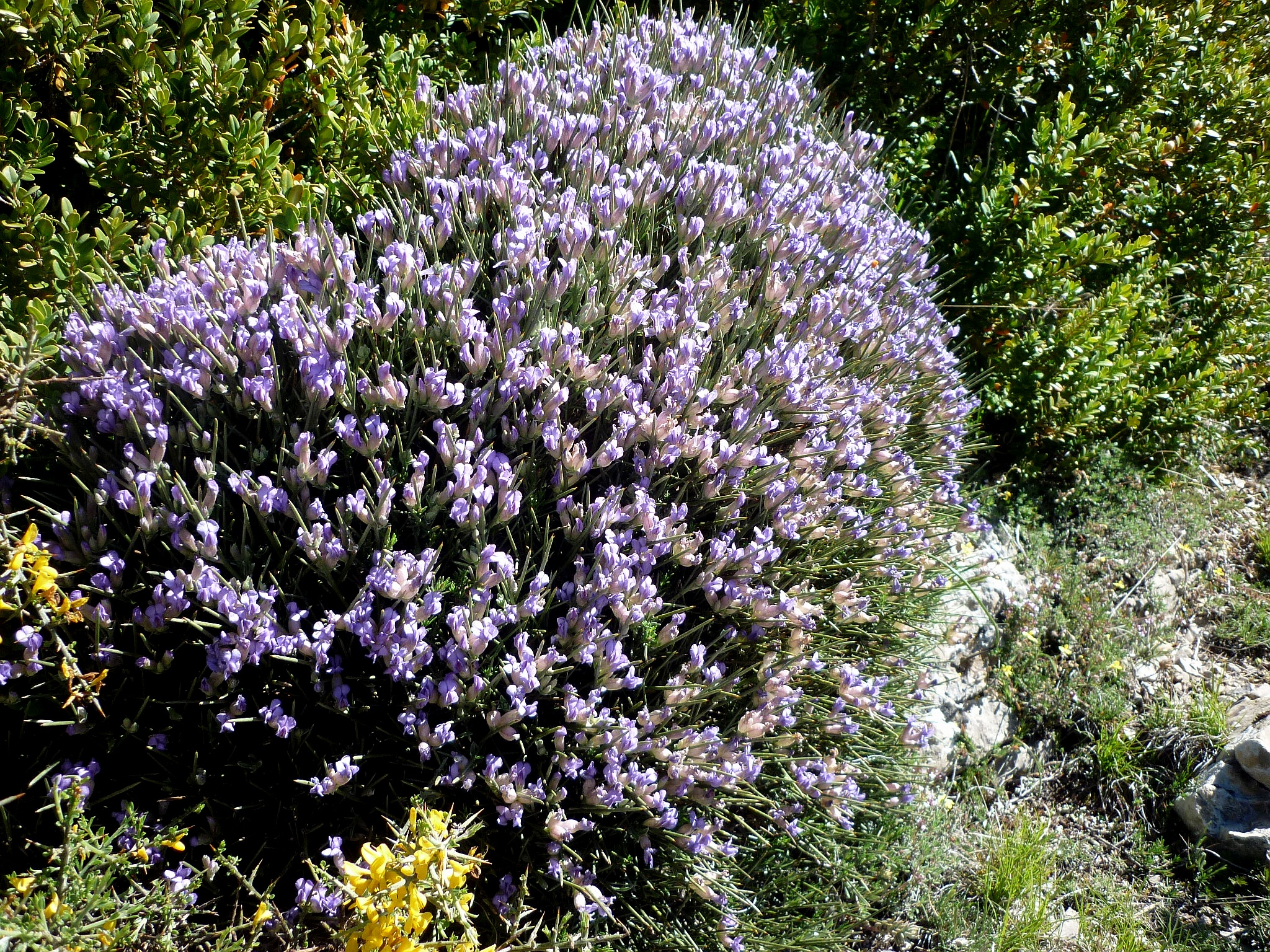
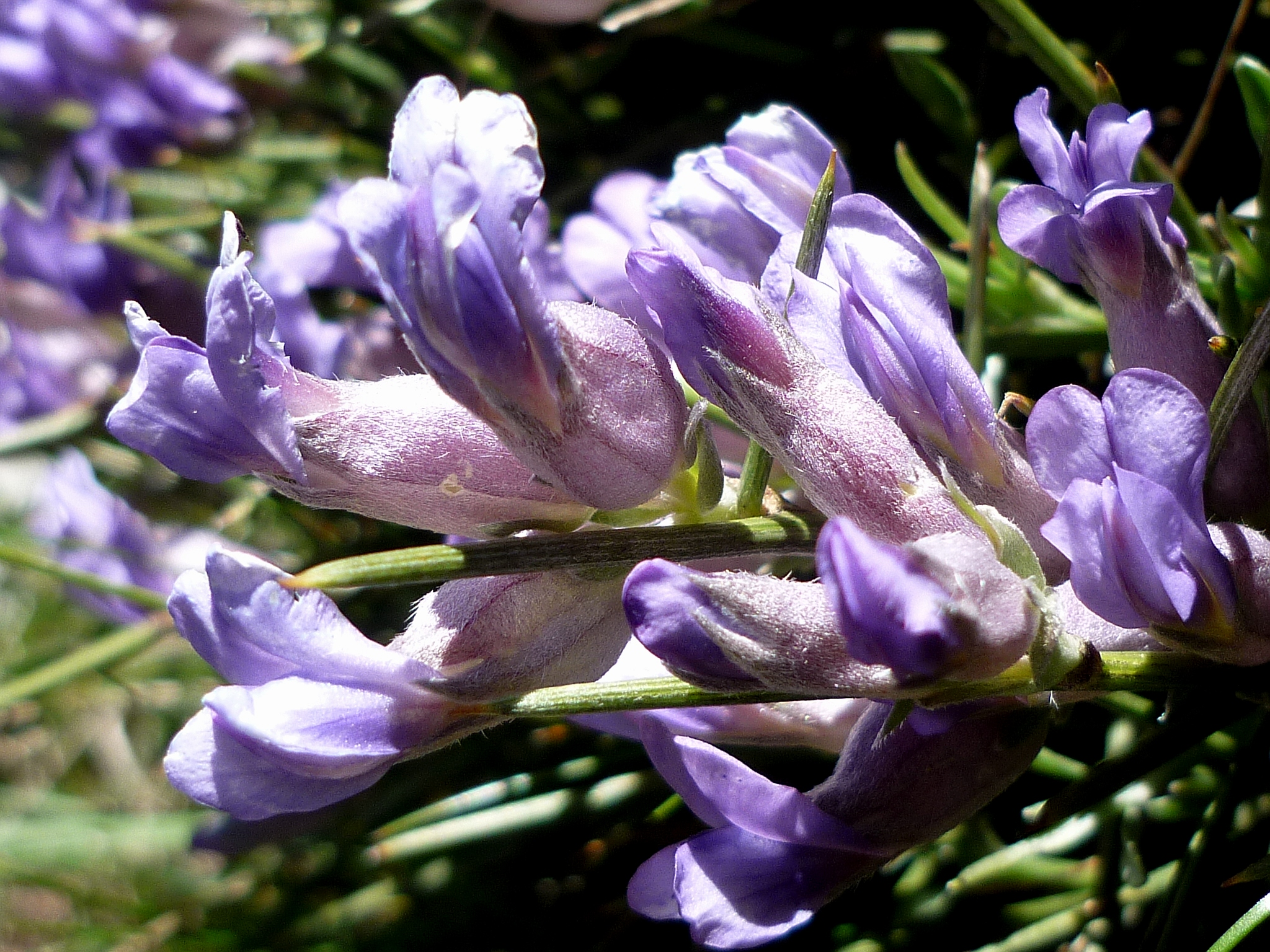
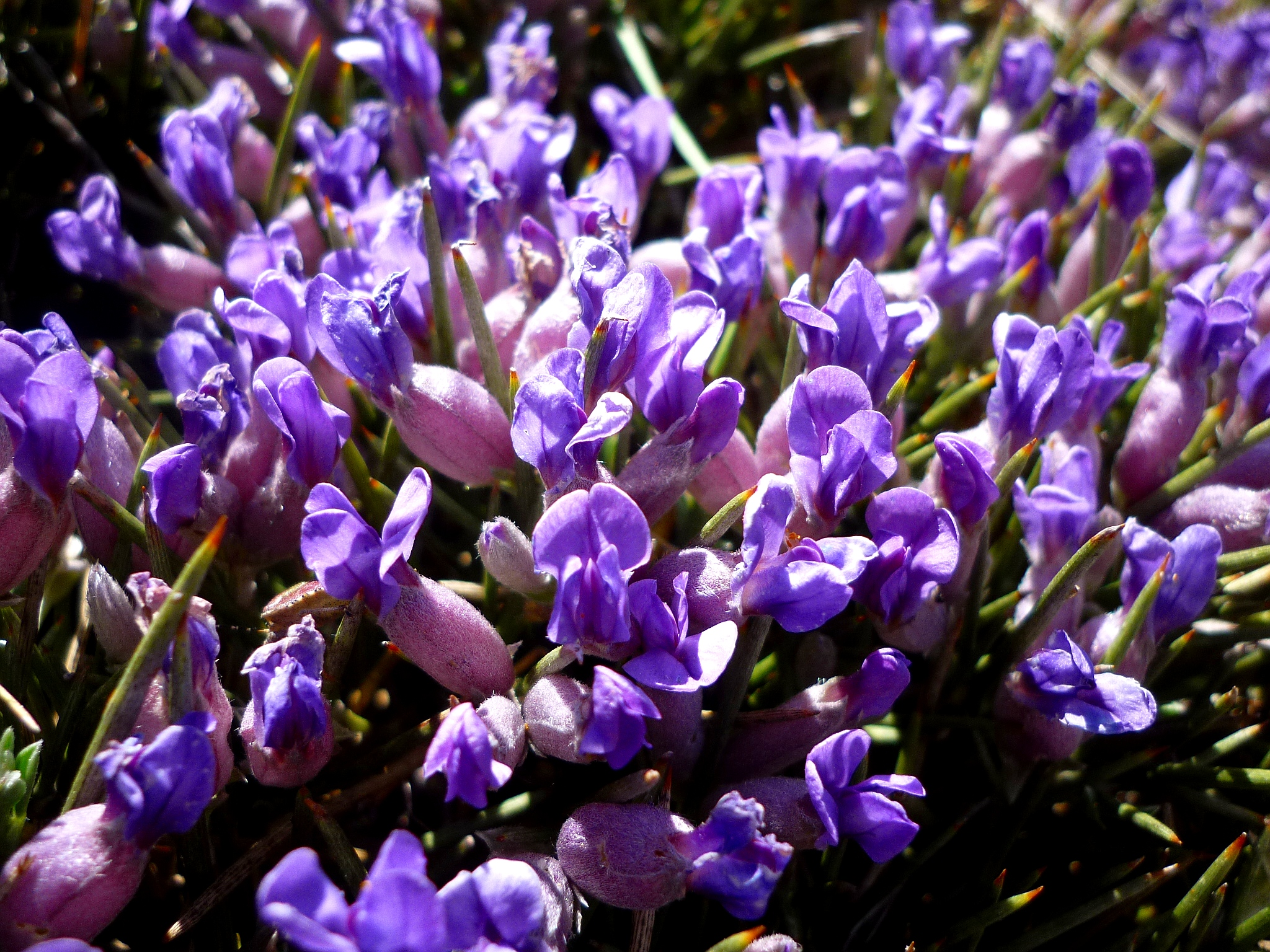
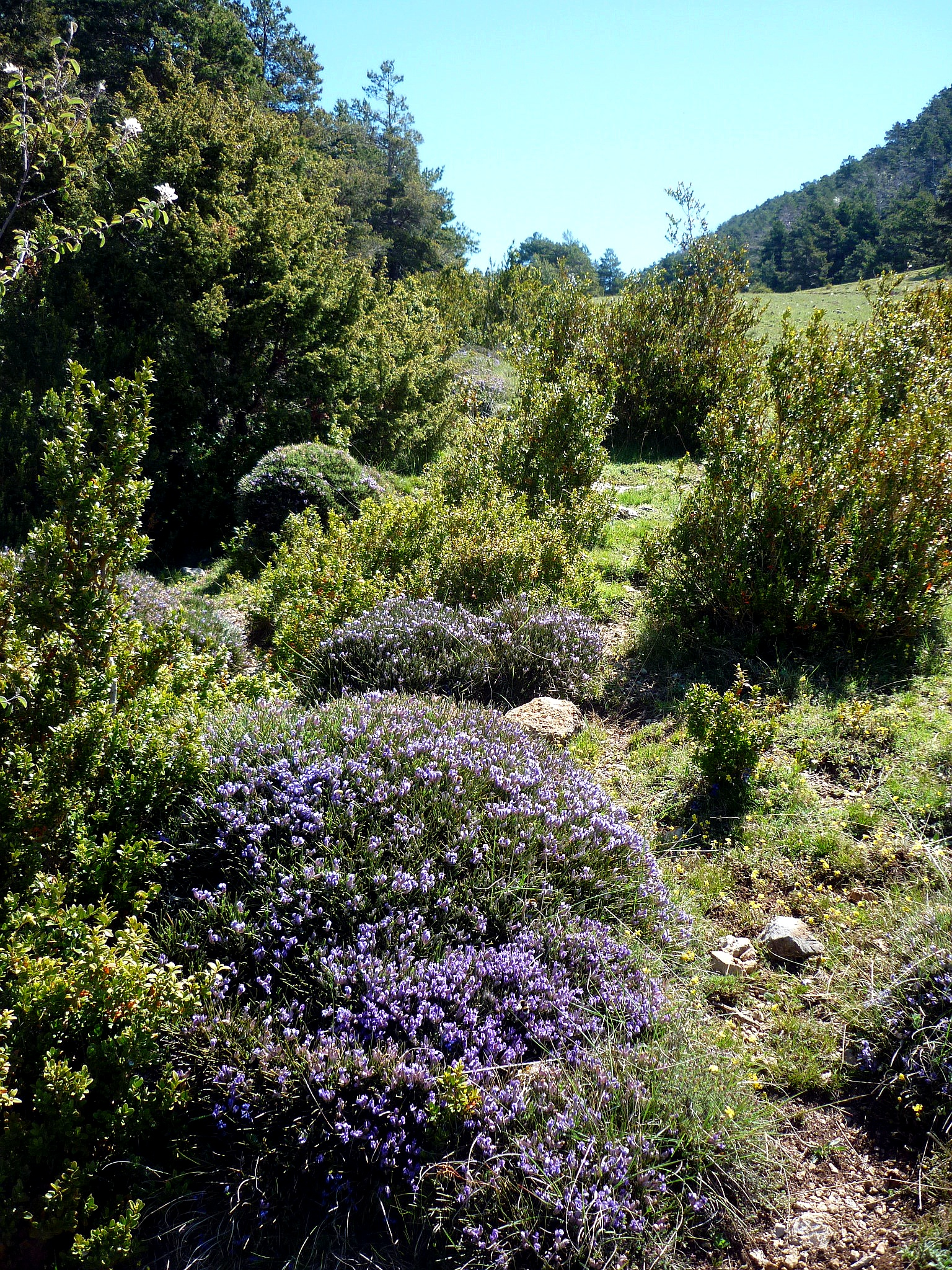